# 최일환
최일환(崔日煥, 1909년 6월 11일 ~ ?)은 일제강점기의 경찰로, 본적은 평안북도 의주군 수진면(水鎭面)이다.

## 생애
1934년 11월 11일 조선총독부 평안북도 순사로 임명되었고, 1937년까지 평안북도 초산경찰서 순사로 근무했다. 평안북도 초산경찰서 순사로 재직 중이던 1936년 당시 국경 지역에서 활동하던 항일 무장 세력에 대한 무력 탄압을 위해 편성된 토벌대(討伐隊)에 가담했다. 5차례에 걸쳐 국경을 넘은 뒤 조선혁명군을 비롯한 여러 항일 무장 세력과 교전을 벌이는 과정에서 수많은 사람들을 살해하고 체포하는 등 일본의 침략 전쟁에 적극 협력했다.
만주사변에 적극 협력한 공로를 인정받아 일본 정부의 만주 사변 행상에서 훈공 갑(勳功 甲)에 상신되었으며, 1937년 일본 정부로부터 경찰관리공로기장(1937년 4월 29일)과 만주 사변 종군기장(1937년 6월 5일), 훈8등 서보장(1937년 12월 7일)을 받았다.
친일반민족행위진상규명위원회가 발표한 친일반민족행위 705인 명단에 포함되었다.

## 참고자료
- 친일반민족행위진상규명위원회 (2009). 〈최일환〉. 《친일반민족행위진상규명 보고서 Ⅳ-18》. 서울. 155~163쪽.